# Apsolutizam
Apsolutizam predstavlja političku doktrinu i praksu neograničene, centralizirane vlasti koncentrirane u rukama monarha ili diktatora.
O apsolutizmu se često govori kao o dijelu političke povijesti Europe u doba prosvjetiteljstva. Međutim i u današnjici postoje apsolutistički vladari. Tako primjerice neki komentatori nalaze apsolutističke osobine u vladavini Muhameda bin Salmana, vladara Saudijske Arabije koji oštrim reformama nastoji unaprijediti tu zemlju.

## Povijest apsolutizma u Europi
U Europi, uzor apsolutističke vlasti je dugo bilo Otomansko Carstvo, koja je od europskih mislilaca s kraja 16. i početka 17. stoljeća zaokupljenih pitanjem suvereniteta prikazivana kao primjer bolje uređene države. Nakon što je Europa krajem 17. i tijekom 18. stoljeća iskusila vladavinu znatnog broja apsolutističkih monarha - koji su nastojali (i uspijevali) apsolutistički vladati svojim zemljama u kojima vlast kralja tradicionalno nije bila ni približno jaka kao što je bila vlast istočnjačkih sultana (tako su primjerice vladali Fridrik II. Pruski i Josip II. Habsburški, zanemarujući tradicionalne obzire prema plemstvu i drugim staležima u društvima kojima su upravljali) - počinju europski pisci prikaze Turske i drugih orijentalnih despocija bojati drugačijim bojama: prepoznaju u njihovom državnom ustroju sve one negativnosti koje su europski narodi imali prilike vidjeti kod svojih apsolutista u 17. i 18. stoljeću.
Razdoblje prosvijećene monarhije, kada je apsolutizam u Europi bio smatran najracionalnijim oblikom vladavine, povjesničari uglavnom računaju od 1660. godine do izbijanja Francuske revolucije 1789. godine. Krajem 18. stoljeća je već postala prihvaćenom nova vizija upravljanja državom, gdje se slijedom teorijskih djela Montesquieua iz prve polovine 18. stoljeća 
 prihvaća doktrina diobe vlasti - koja je sagrađena na boljim uzorima iz europske tradicije, te na razočaranju s iskustvom apsolutne monarhije.
Međutim se apsolutistički pokušaji ponavljaju i u razdoblju nakon Francuske revolucije; zapravo već i ona svršava u diktaturi i kasnijoj uspostavi imperija Napoleona I. Težnje za raznim državnim prevratima koje nužno vode u diktature su se u povijesti Europe i Svijeta poslije posve redovno ponavljale.

## Doktrina
Srž apsolutističkog shvaćanja suvereniteta iskazana je u izreci kralja Francuske Luja XIV. (1643. – 1715.) "L'État, c'est moi"  - “Država, to sam ja”. Taj kralj nosi epitet "Kralj Sunce", zbog mjesta kojega je sebi prisvajao u društvenom poretku. U apsolutističkom državnom ustroju vlast monarha/diktatora nije podložna nikakvom ograničenju od strane bilo kakve ustanove - sudbene, zakonodavne, vjerske.
Povijesno vjerojatno najzapaženiji ideolog apsolutne vlasti u rukama monarha je Thomas Hobbes, (1588. – 1679.), autor koji se u građanskom ratu koji je u Engleskoj njegovog vremena bjesnio između kralja i parlamenta oštro zauzeo za kralja; dokazujući da parlament smeta sreći naroda. Hobbes je dokazivao da jedino nepodijeljena vlast - gdje su prerogativi donošenja zakona (zakonodavna vlast), njegovog provođenja (izvršna vlast) i njegovog tumačenja (tipična uloga sudbene vlasti), funkcije oporezivanja, obrane zemlje i drugi prerogativi suverene vlasti objedinjeni u rukama jedne osobe - može suštinski dobro funkcionirati. Kao kontinentalno utjecajan pisac, on je u svojem Leviathanu (1651.) dao prikaz savršenog društva koje će nastati ukidanjem svih ustanova koje monarhu smetaju u obnašanju vlasti; u Behemothu (1668), povijesti Engleskog građanskog rata sagledane iz perspektive monarhističkog mislioca - jednu povijest u kojem se prikazuje nesreća što je zadesila narod u kojem plemstvo, vjerske zajednice (od katolika do kalvinista), intelektualci ("koje je iskvarilo čitanje knjiga na latinskom i grčkom") i trgovci odbijaju slušati kralja.
Apsolutistički vladari sve aspekte života u državi podvrgavaju rigidnoj kontroli državnog administrativnog aparata, tj. uspostavljaju tzv. policijsku državu.
Pri tome valja uočiti, da je doktrina diobe vlasti - čiji je današnji rezultat suvremena demokracija - plod europske tradicije: u drugim dijelovima svijeta se ta doktrina prihvaća kao što se tijekom industrijalizacije i inače prihvaćaju kulturalni modeli sa zapada.

## Apsolutizam i totalitarizam
Apsolutizam u ekstremnim slučajevima prerasta u totalitarizam; koji je moguć kada apsolutistička vlast (npr. Staljinova u Sovjetskom savezu) realizira mogućnost da - u pravilu putem jedne u vladajuću partiju okupljene elite - kontrolira praktično sve aspekte života u jednom društvu, od odgoja djece u vrtićima, preko zapošljavanja osoblja u poduzećima, do uređivanja novina i usmjeravanja djelatnosti umjetnika .

## Najpoznatiji apsolutistički vladari
- Španjolski kralj Filip II.
- Engleski kralj Henrik VIII
- Francuski kralj Luj XIV.
- Ruski car Petar Veliki
- Ruska carica Katarina Velika
- habsburška carica Marija Terezija
- habsburški car Josip II.